# قائمة جزر تنزانيا
تسرد هذه القائمة الجزر الواقعة في تنزانيا.

## حسب المسطح المائي

### بحيرة فيكتوريا
- جزيرة نابويونغو
- جزيرة أوكيريوي
- جزيرة أوكارا
- جزيرة سانانيه
- جزيرة روبوندو

### المحيط الهندي
- جزيرة بونغويو
- جزيرة فونغو ياسيني
- جزيرة كلوة
- جزيرة مافيا
- جزيرة مازيوي
- جزيرة مبوديا
- جزيرة أوكوزا
- جزيرة بانغافيني
- جزيرة سونغو سونغو
- جزيرة توتن
- جزيرة يامبه وتعرف كذلك باسم جزيرة جامبه
- أرخبيل زنجبار
  - جزيرة باويه
  - جزيرة تشانغو
  - جزيرة تشومبيه
  - جزيرة فوندو
  - جزيرة ليثم
  - جزيرة بمبا
  - تومباتو
  - جزيرة أنغوجا وتعرف كذلك باسم زنجبار
  - جزيرة أوزي
  - جزيرة فوندويه